# WrestleMania 42
WrestleMania 42 (comercializado como WrestleMania Vegas) será la cuadragésima segunda edición del evento de pago por visión WrestleMania a celebrarse el 18 y 19 de abril de 2026, por segundo año consecutivo en el Allegiant Stadium en Las Vegas, Nevada.
WrestleMania 42 originalmente se llevaría a cabo el 11 y 12 de abril de 2026 en Caesars Superdome en New Orleans, Luisiana. También es la tercera edición de WrestleMania que se cambia de ubicación aunque ya fuera anunciada, la primera fue WrestleMania 36 en Raymond James Stadium en Tampa, Florida y la posteriormente WrestleMania 37 en SoFi Stadium en Inglewood, California donde ambas eran de una sola noche pero debido a pandemia de COVID-19 tuvieron que ser reubicadas pasando también al formato de dos noches siendo WrestleMania 36 en WWE Performance Center en Orlando, Florida sin público presente; WrestleMania 37 en Tampa y WrestleMania 39 en Inglewood; no obstante el WrestleMania 42 no se ha dicho el motivo del cambio.  

## Producción
WrestleMania es el pago por visión (PPV) y evento de retransmisión en directo más importante de WWE, y se celebró por primera vez en 1985. Fue el primer PPV producido por la compañía y también fue el primer gran evento de WWE disponible a través de livestreaming cuando la compañía lanzó WWE Network en febrero de 2014. Es el evento de lucha libre profesional más longevo de la historia y se celebra anualmente entre mediados de marzo y mediados de abril. Junto con Royal Rumble, SummerSlam, Survivor Series y Money in the Bank, es uno de los cinco eventos más importantes del año de la empresa, conocidos como los "Cinco Grandes". Según Forbes, WrestleMania es la sexta marca deportiva más valiosa del mundo, y ha sido descrito como el Super Bowl del entretenimiento deportivo. Al igual que ocurre con el Super Bowl, las ciudades pujan por el derecho a albergar la edición anual de WrestleMania. WrestleMania 42 contará con luchadores de las divisiones de marca Raw y SmackDown. Además de emitirse en PPV tradicional, se podrá seguir en directo en Peacock en Estados Unidos y Netflix en los mercados internacionales. 
El 21 de febrero de 2025 durante el episodio de SmackDown celebrado en New Orleans, Luisiana, el miembro de la junta directiva de TKO, Dwayne "The Rock" Johnson, anunció que WrestleMania 42 se llevaría a cabo en el Caesars Superdome de esa ciudad los días 11 y 12 de abril de 2026. Este recinto, anteriormente conocido como Mercedes-Benz Superdome, ya había albergado WrestleMania XXX y WrestleMania 34. Sin embargo, el 22 de mayo de 2025, diversas fuentes informaron y posteriormente la WWE confirmó que WrestleMania 42 ya no se celebraría en Nueva Orleans. Aunque no se anunció una nueva sede, se reveló que el cambio formaba parte de un acuerdo más amplio, según el cual Nueva Orleans será sede de una futura edición de WrestleMania, además de albergar el evento Money in the Bank en 2026.
Además ese día salió un fuerte rumor donde indicaba que la nueva sede seria Allegiant Stadium en Las Vegas, Nevada siendo por segundo año consecutivo después de WrestleMania 41. Durante el Money in the Bank, el Jefe Creativo Triple H daría el anuncio del nuevo lugar siendo Las Vegas.